# Danuvius (mensaap)
Danuvius is een geslacht van uitgestorven mensapen dat leefde tijdens het Mioceen in het gebied van het huidige Duitsland. De typesoort is Danuvius guggenmosi.

## Vondst en naamgeving
Bij de abdij Irsee nabij Pforzen in de Landkreis Ostallgäu van Beieren wordt een leemgroeve geëxploiteerd, de Hammerschmiede. Sinds het begin van de jaren zeventig deed de amateurpaleontoloog Sigulf Guggenmos daar opgravingen waarbij hij botten van zoogdieren vond, welke weinig aandacht trokken. In de leem bevonden zich bruine brokken die als stukken bruinkool werden gezien. In 2006 realiseerde paleontoloog Madelaine Böhme zich dat het in feite ging om brokkelige beenderen. Van 2011 af begon ze die geleidelijk op te graven. In 2015 trof ze een tand van een mensaap aan, een uiterst zeldzame vondst. Ze miste de menskracht om de fossielhoudende laag van vijf meter hoogte zorgvuldig uit te graven maar het leembedrijf was bereid die in een keer af te graven en in een loods te dumpen zodat Böhme die op haar gemak kon uitzoeken. Op 17 mei 2016 vond ze een onderkaak van een mensaap met tanden. Het exemplaar kreeg de bijnaam 'Udo' omdat de radio die dag aandacht besteedde aan de zeventigjarige verjaardag van de rockmusikant Udo Lindenberg. Ook een stuk bovenkaak en delen van het postcraniaal skelet werden gevonden, op Oreopithecus na het meest complete van een fossiele mensaap dat ooit in Europa is aangetroffen.

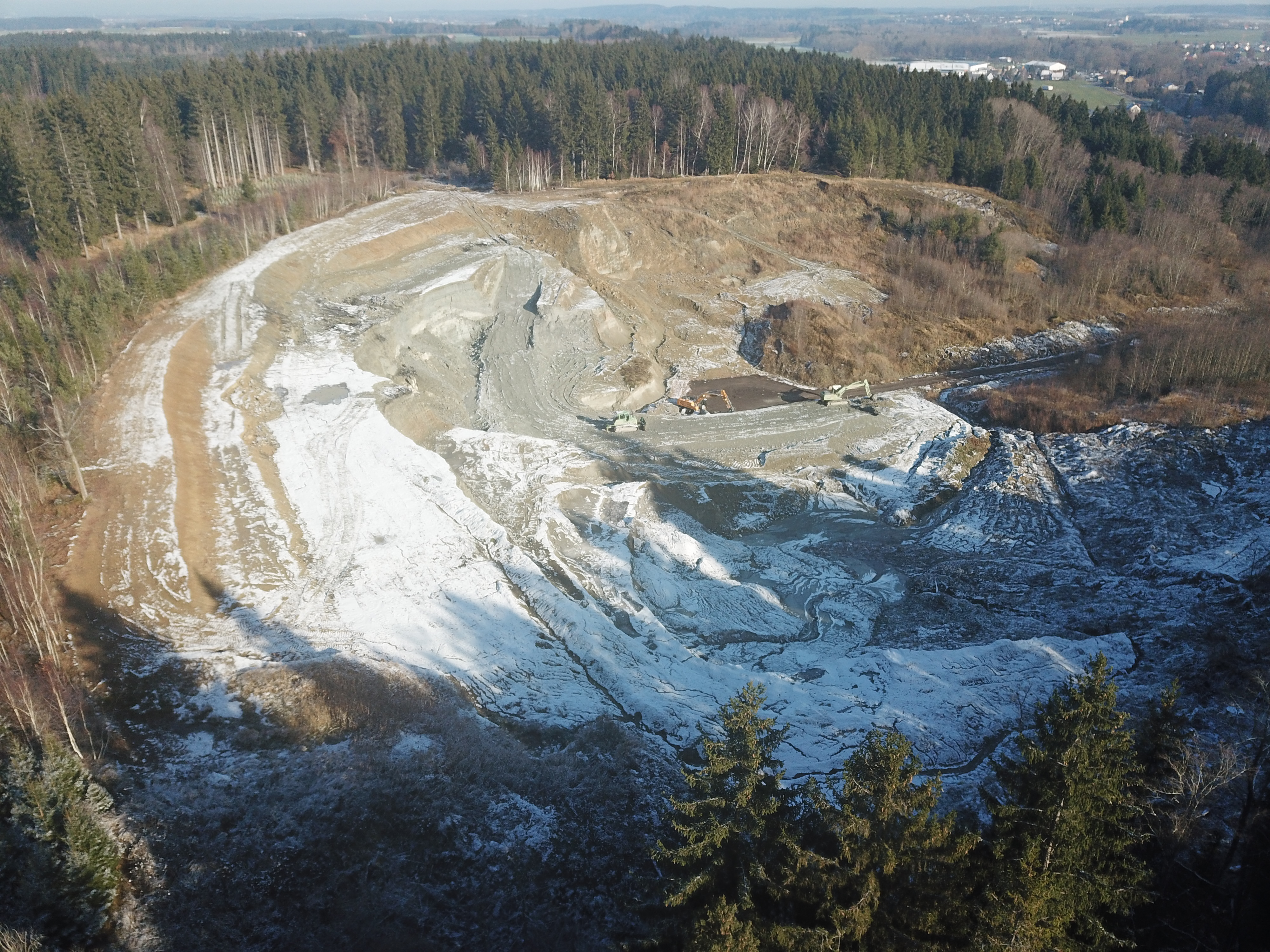
De Hammerschmiede

In 2019 werd de typesoort Danuvius guggenmosi benoemd en beschreven door Madelaine Böhme, Nikolai Spassov, Jochen Fuss, Adrian Tröscher, Andrew S. Deane, Jérôme Prieto, Uwe Kirscher, Thomas Lechner en David R. Begun. De geslachtsnaam is de Latijnse naam voor de vergoddelijkte Donau. De soortaanduiding eert Guggenmos die een jaar te voren was overleden.
Het holotype GPIT/MA/10000 is gevonden in een laag leem uit het Mioceen, welke dateert uit het Serravallien-Tortonien en 11,62 miljoen jaar oud is. Het bestaat uit een gedeeltelijk skelet met schedel. Bewaard zijn gebleven: een stuk linkeronderkaak met de eerste en tweede kies; een stuk linkerbovenkaak met de derde en vierde premolaar en de eerste en tweede kies; zes losse tanden uit de onderkaken waaronder de eerste linkervoortand; twee borstwervels; een stuk linkeropperarmbeen; de rechterellepijp; een eerste linkermiddenhandsbeentje; de eerste kootjes van de tweede en vierde vinger van de rechterhand; twee tweede kootjes van de linkerhand; de kop van een rechterdijbeen; een rechterknieschijf; het linkerscheenbeen en het eerste kootje van de eerste teen van de linkervoet. Daarmee is ongeveer vijftien procent van het skelet gevonden. Het zou een volwassen man betreffen.
Als paratypen werden aangewezen de resten van nog eens drie individuen: twee kleinere volwassen exemplaren waarvan het vermoed werd dat het om vrouwen ging, en een jong dier. Specimen GPIT/MA/1000 is een linkerdijbeen. Specimen GPIT/MA/10003 is een linkerdijbeen, een eerste kootje van de eerste teen en tanden. Specimen GPIT/MA/10002 bstaat uit tanden en een tweede vingerkootje van een kind. De fossielen maken deel uit van de collectie van de Eberhard-Karls-Universiteit.

## Beschrijving
Danuvius is een relatief lichte mensaap, zwaarder dan gibbons maar lichter dan chimpansees. Voor het holotype, een man, werd een gewicht geschat tussen de zesentwintig en zevenendertig kilogram. De vrouw GPIT/MA/10003 zou veertien tot negentien kilogram hebben gewogen, de vrouw GPIT/MA/10001 zestien tot tweeëntwintig kilogram. De lichaamslengte van 'Udo' bedraagt ruwweg een meter.
Het werd vermoed dat de schedel weinig prognaat is, dus dat de snuit slechts gering naar voren uitsteekt. Het verhemelte is smal en hoog. De tak van het verhemeltebeen is dik. Het bovenkaaksbeen is hoog maar ook breed van voor naar achter gemeten. Het jukbeen staat hoog en is krachtig gebouwd. De voorste basis van de jukbeenboog is naar voren gericht en ligt halverwege boven de vierde premolaar. De interne holte van het bovenkaaksbeen loopt door in bijholten van het jukbeen en de tak die de tanden draagt. De verticale groeve naast de wortel van de bovenste hoektand is hoog en smal. De tandkas van de bovenste hoektand is verticaal gericht. De bovenste eerste voortand is smal in buitenzicht met een hoge kroon, een krachtige stijl aan de tongzijde en een richel op de snijrand aan de middenzijde. De premolaren en kiezen hebben sterk ontwikkelde kammen op het kauwvlak. De bovenste derde premolaar mist een paraconule, een extra knobbeltje tussen de paracoon en metacoon, de hoofdknobbels. De premolaren hebben drie wortels. De kiezen zijn in zijaanzicht breed ten opzichte van de lengte, waarbij de trigoon, het patroon van de drie hoofdknobbels, samengedrukt is en het tandglazuur dik is. De horizontale tak van de onderkaak is laag en robuust met een uitstekende eminentia mandibularis en een brede trog naast de kiezen.
De ellepijp is relatief lang ten opzichte van het scheenbeen, met een verhouding als bij Pan paniscus, de dwergchimpansee. De ellepijp heeft een rechte schacht die bovenaan gematigd hoog is. De processus olecrani van de ellepijp is kort. De gewrichtsinkeping onderaan is diep, naar voren gericht en sterk gekield. De inkeping voor het contact met het spaakbeen is groot en zijwaarts gericht. De kop van de ellepijp is groot en de processus styloideus is kort en steekt niet voldoende naar boven uit om een bijdrage te leveren aan het ellebooggewricht. Bij het eerste middenhandsbeen is het gewricht aan de polszijde zadelvormig en sterk van voren naar de palmzijde gekromd. De eerste vingerkootjes zijn lang en gekromd met sterk ontwikkelde richels op de palmzijde voor de geleiding van de pezen van de krommende spieren.
De kop van het dijbeen steekt boven de trochanter major uit. Het gewrichtsvlak loopt door over de bovenste achterkant van de nek van het dijbeen. De nek is afgeplat en sterk verticaal gericht. De knieschijf is krachtig ontwikkeld met een, in vooraanzicht breed, van voor naar achter dun gewrichtsvlak. Het scheenbeen heeft een verbrede bovenzijde. De metafysen, de ondersteunende beenstijlen naar de uiteinden, zijn verdikt. Het bovenvlak van het scheenbeen is van binnen naar buiten hol gekromd. De buitenste lob van het bovenvlak is van voor naar achter afgeplat. De inkeping tussen de lobben van het bovenvlak is diep ingekorven en naar achteren gericht. De eminentiae intercondyloideae, uitstulpingen aan weerszijden van de inkeping, steken sterk naar boven. Het onderste gewrichtsvlak is ruwweg vierkant en sterk gekield. De malleoleus, welke het enkelgewricht omvat, is aan de basis sterk ingekeept en zijn onderste gewrichtsvlak is van voor naar achter verbreed. Het eerste kootje van de grote teen is groot, robuust in het midden van de schacht, breed van boven, met uitstekende richels aan de zoolzijde voor de geleiding van de pees van de krommende spier, en een sterke wringing om de lengteas richting buitenzijde.
De eerste borstwervel heeft korte uiteenlopende sokkels van de wervelboog, sterk uiteenlopende gewrichtsuitsteeksels, en een rib die de ruimte tot de zevende halswervel niet overspant. De oriëntatie van de rib lijkt tamelijk horizontaal te zijn wat duidt op een brede borstkas. De voorlaatste wervel, die echter ook de wervel daarboven kan zijn, ligt ter hoogte van het middenrif en heeft een sterk uitstekende metapofyse, uitsteeksel naar voren van het bovenste gewrichtsvlak uit. Het doornuitsteeksel van de eerste wervel is langer dan dat van de lagere wervel. Daaruit werd afgeleid dat de nek vermoedelijk hol gebogen was aan de achterzijde en de bovenkant van de rug relatief bol gekromd.

## Fylogenie
De beschrijvers voerden in 2019 geen exacte kladistische analyse uit. Ze bepaalden de positie van Danuvius niet nauwkeuriger dan een algemeen Hominidae, waarmee de grote mensapen worden aangeduid. Ze beklemtoonden echter dat de soort het meest lijkt op de Dryopithecinae.

## Levenswijze

### Voortbeweging
Onder de huidige mensapen hebben de chimpansees een andere wijze van voortbeweging dan de moderne mens, zelf ook een mensaap. De chimpansee loopt mede op zijn armen door op de tweede kootjes van de vier vingers te steunen. De benen worden daarbij wat gebogen gehouden. Bij het klimmen wordt de romp vrij stijf en recht gehouden, ondersteund door een korte onderrug met een gereduceerd aantal lendenwervels. Bij Homo sapiens is de onderrug langer en soepel, hol gekromd (met de romp bij het lopen balancerend boven de benen).
Lang is aangenomen dat de laatste gemeenschappelijke voorouder van mens en chimpansee sterk op die laatste leek. Door de vondst van Ardipithecus echter werd duidelijk dat de moderne mens vermoedelijk niet afstamt van een voorouder die aan knuckle walking deed. Dat moet een vrij recente specialisatie van de chimpansees zijn, evenals de korte stijve onderrug. Problematisch is dan dat de gorilla's volgens DNA-onderzoek een eerdere zijtak vormen. Gorilla's vertonen ook knokkelgang, maar wat verschillend van chimpansees, welke ze dan in een proces van parallelle evolutie ontwikkeld moeten hebben.
Vondsten van vormen ouder dan de laatste gemeenschappelijke voorouder kunnen ook een aanwijzing verschaffen wat daarvan de waarschijnlijke kenmerken zijn. Resten van zulke oude mensapen zijn echter zeldzaam en onvolledig. Danuvius vormt dus een belangrijke aanvulling van onze kennis. Voor een oordeel over de wijze van voortbeweging zijn vooral de schoudergordel en het bekken van belang. Juist deze elementen ontbreken bij Danuvius. Ook is zijn hand en voet nog slecht bekend. De beschrijvers hebben echter getracht uit de twee wervels, het dijbeen, de knieschijf, het scheenbeen en de grote teen een model af te leiden.
De studie uit 2019 concludeerde dat Danuvius een geheel unieke wijze van voortbeweging toonde, het Extended Limb Clambering, ofwel het 'klauteren met gestrekte ledematen'. Danuvius zou zich vaak in de bomen hebben opgehouden. Basale apen lopen meestal op de takken met een horizontale rug en de handen en voeten naar voren gestrekt. Danuvius zou echter een tweevoetige gang gekend hebben, met de benen naar beneden uitgestoken. Een grijpvoet met een afstaande grote teen zou zich daarbij stevig om grote takken geklemd hebben, waarover het dier liep. De romp, met soepele onderrug, zou verticaal gehouden zijn. De armen konden goed naar boven gestrekt worden om te klimmen. De stevige vingers konden zich om hoger gelegen takken klemmen. De benen zouden echter het grootste deel van het gewicht gedragen hebben. Het vermogen tot klauteren zou het best tot zijn recht gekomen zijn in bomen begroeid met lianen, die ook een goede bescherming geboden zouden hebben tegen katachtigen die met hun paws immers niet konden grijpen. Het ELC zou een voorloper geweest zijn van de tweevoetige gang bij mensen. De laatste gemeenschappelijke voorouder van mens en chimpansee zou dus een tweevoeter geweest zijn (google "aquarboreal"). Chimpansees zouden dan pas later op de armen zijn gaan lopen en een kortere onderrug hebben ontwikkeld ter compensatie, voor een grotere stabiliteit bij het klimmen. Grijpvoeten in dezelfde lagen als Ardipithecus aangetroffen, zouden inderdaad van die soort zijn maar volledig verenigbaar met een tweevoetige gang.
Het model wordt ondersteund door details van de bouw. De uitsteeksels van de bovenste wervel wijzen op een brede borstkas die niet tonvormig was. De tweede gevonden wervel zou verbonden zijn geweest met het middenrif maar hoog geplaatst zijn wat een lange onderrug impliceert. De vorm van de knieschijf wijst erop dat een gestrekt been de neutrale houding was. Het scheenbeen zou dit ondersteund hebben door brede dikke lobben die naar boven gericht waren. Krachtige kruisbanden zouden het lichaam hebben gestabiliseerd. De vorm van het onderste scheenbeen zou aantonen dat de voet recht onder het been geplaatst was, in plaats van schuin naar binnen zoals bij moderne basale mensapen. De platte voet zou voorzien zijn van een grote teen die langer was dan bij alle andere bekende mensapen, Homo sapiens incluis, en sterker afstond. De elleboog was zeer beweeglijk, zowel in het buigen als het ondersteunen van een grote draaiing van de onderarm.

#### Kritiek op het ELC-model
De ELC-hypothese kreeg van vakgenoten ook kritiek te verduren. In 2020 stelde Scott Williams dat de getrokken conclusies zeer onzeker waren. De veronderstelde kromming van de rug was gebaseerd op een vergelijking met de kromme in moderne mensen en chimpansees maar die was weer bepaald met een borstwervel, de zevende bij Homo sapiens en de achtste bij Pan, die bij Danuvius helemaal niet gevonden was. In het algemeen zou het onjuist zijn zulke vergaande conclusies te trekken op basis van slechts twee wervels. Dat de tweede wervel hoog in de reeks stond, was afgeleid uit de aanwezigheid van zijuitsteeksels voor de ribben. Daarbij was men echter vergeten dat zulke uitsteeksels weliswaar bij de laatste borstwervel van moderne mensen ontbreken, maar bij die van basale mensapen heel gewoon zijn. Er zou overigens ook helemaal geen verband zijn tussen een hoge plaatsing van het middenrif en de lengte van de onderrug. Veel soorten mensapen hebben een hoog middenrif en een korte reeks lendenwervels. Ook de Atelinae, de slingerapen, tonen een dergelijke combinatie. De Hominoidea hadden oorspronkelijk zes lendenwervels, gecombineerd met een middenrif dat één wervel hoger stond. Voor eenzelfde toestand bij Danuvius hoeft men dus geen speciaal evolutietraject aan te nemen. Oreopithecus toont vijf lendenwervels en niets in de gevonden wervels sluit uit dat Danuvius ook een dergelijke matig lange onderrug zou hebben bezeten, zonder enig verband met een tweevoetige gang.
Eigenschappen van het dijbeen die als aanwijzingen voor een tweevoetige gang waren gezien, zouden volgens Williams daar geen verband mee hebben. De trochanter minor staat meer naar binnen en dat zou de strekkende functie van de musculus psoas major hebben verbeterd. Die spier buigt het been echter. Dat de nek een hoge hoek maakt met de schacht, heeft volgens Williams geen betekenis voor de tweevoetigheid. Daarentegen zou de korte nek een sterk teken zijn dat die in feite ontbrak. Dat de brede bovenkant van het scheenbeen diende om de knie te ondersteuning bij strekking, was onvoldoende onderbouwd. Er was geen kwantitatieve vergelijking met andere mensapen verschaft. Volgens Williams was het beschadigde scheenbeen ook zo te reconstrueren dat het onderste gewrichtsvlak schuin stond en de voet naar binnen geplaatst werd. In het algemeen zou de bouw van Danuvius die van een staartloze klimmende aap geweest zijn, die zijn armen strekte om aan takken te hangen en soms zijn benen strekte maar daarin niet gespecialiseerd was.
In een repliek stelde Böhme dat de iliopsoas slechts door een typefout als een strekkende spier was aangemerkt. Bij mensapen met lage wervels met zijuitsteeksels zouden die een heel andere vorm hebben dan bij Danuvius. Zijn gevonden wervel moest haast wel een achtste, negende of tiende zijn. Ze wees erop dat juist voor Oreopithecus ook een tweevoetige gang is verondersteld. Het dijbeen had inderdaad niet dezelfde eigenschappen als bij de moderne mens maar dat zou zo vroeg in de evolutie ook niet te verwachten zijn. Het scheenbeen is uit het hele Neogeen het meest complete dat van een mensaap bekend is en Böhme meende dat haar reconstructie als betrouwbaar kon gelden. De voor mensapen unieke combinatie van eigenschappen zou een sterke aanwijzing zijn voor een even unieke wijze van voortbewegen.

### Voedsel
Danuvius maakte deel uit van een rijke fauna waarin een honderdtal soorten gewervelden gedetermineerd is. Het leefgebied van Danuvius was nog vrij warm en nat, met uitgestrekte dichte bossen die voedzame vruchten en bladeren kunnen hebben verschaft. Europa zou echter geleidelijk koeler worden en verdrogen, wat tot een meer open landschap leidde. Mensapen zouden er uiteindelijk uitsterven, maar de tweevoetige gang van Danuvius kan aangepast zijn voor een lopen op de grond of op de bodem van een water- of mangrovebos (aquarboreaal). Danuvius zelf echter zou volgens Böhme de bodem meestal vermeden hebben en zich via lianen van boom tot boom hebben verplaatst.